# Stammetsbrug
De Stammetsbrug is een rijksmonumentale boogbrug in het centrum van de Nederlandse stad Utrecht.
De brug overspant de Drift. Deze gracht is aan het eind van de 14e eeuw aangelegd. Een eerste versie van de brug dateert ook uit de 14e eeuw. De Stammetsbrug in de huidige vorm is een brug uit 1889 die is vervaardigd uit metselwerk en aan weerszijden is voorzien van smeedijzeren balustrades op de brug. Aan de brug grenzen nog werfloze werfkelders. De Nobelstraat gaat op de brug over in het Janskerkhof. Diverse tramlijnen reden rond 1935 over de Stammetsbrug. De trams zijn vandaag de dag hier verdwenen en in plaats daarvan rijdt er druk busverkeer op de Binnenstadsas.
De Utrechtse kunstenaar en documentalist Anthony Grolman wijdde aan het eind van de 19e eeuw enkele werken aan de Stammetsbrug voor en na de vernieuwing. Hij spreekt daarin over de Stammetjes-Brug.

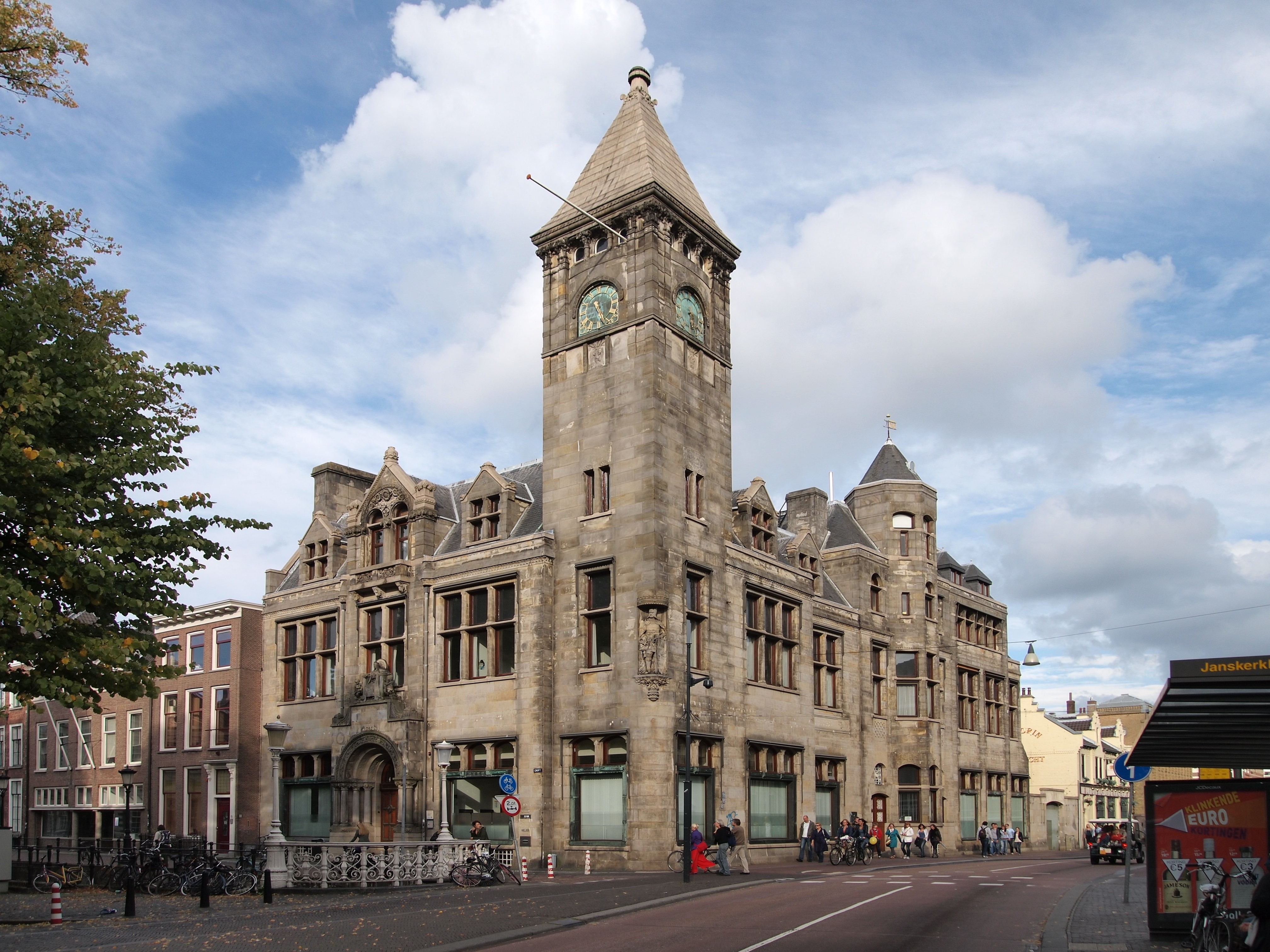
De Stammetsbrug met daarachter een monumentaal kantoorgebouw op de hoek van de Nobelstraat met de Drift
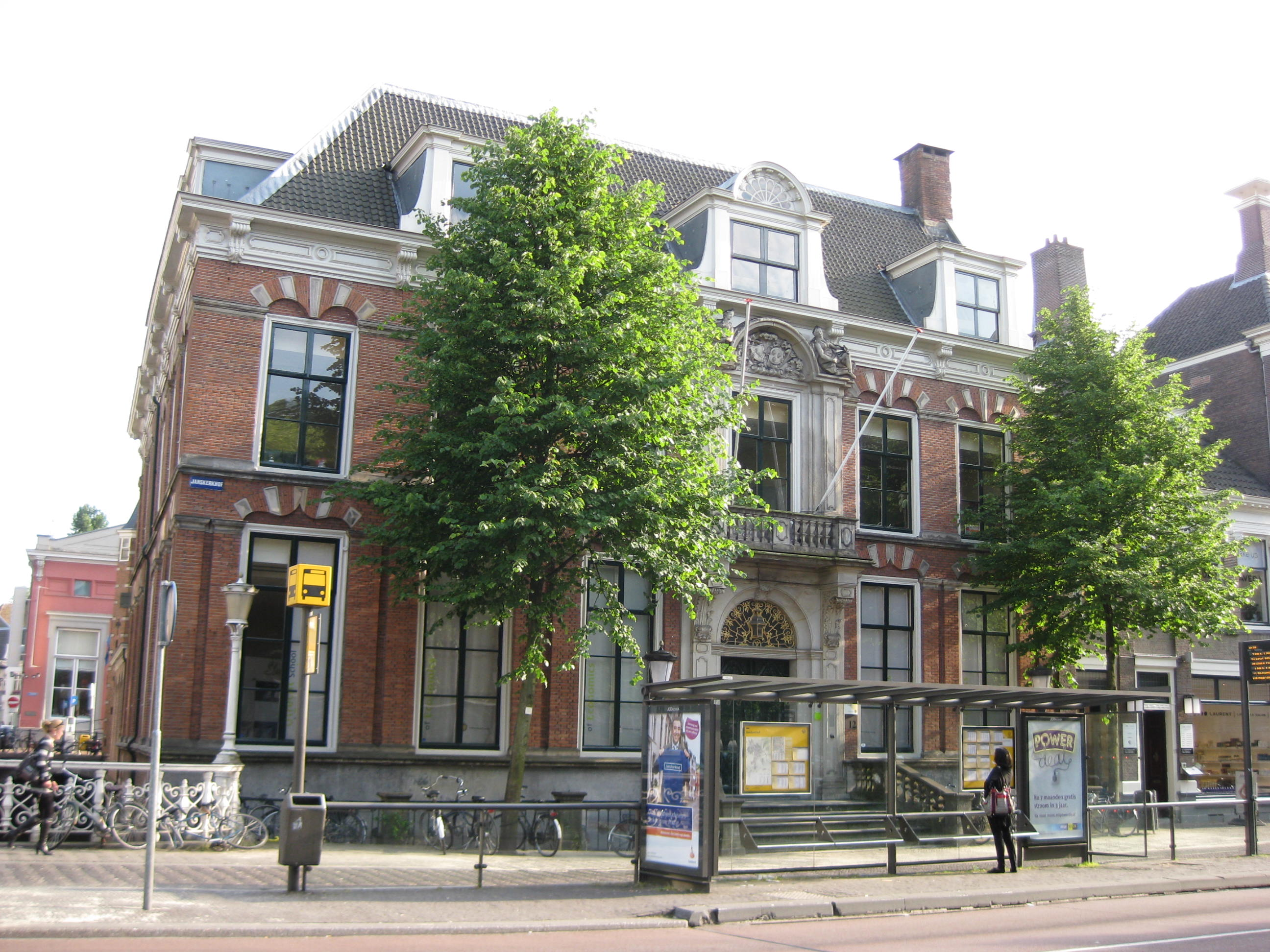
17e-eeuws huis naast de Stammetsbrug op het adres Janskerkhof 12.
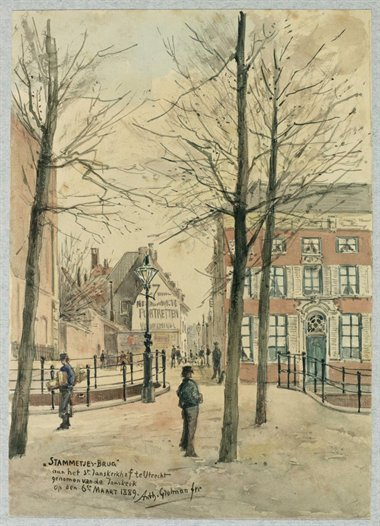
De oude Stammetjes-Brug in 1889 door Grolman.